# Wladimir von Polozk
Wladimir (lateinisch Woldemarus; † 1216) war Fürst von Polozk von 1184/1202 bis 1216.

## Leben
Wladimir wurde nur in der Chronik von Heinrich von Lettland erwähnt und in keiner russischen Überlieferung. Er wurde als rex (König), später auch rex magnus (Großkönig, Großfürst) bezeichnet, die übliche Benennung bei Heinrich für Fürsten der Rus.
Seine Herkunft ist unbekannt, in der russischen Literatur gibt es verschiedene Hypothesen dazu. 
Für die Zeit um 1184 wurde Wladimir erstmals bei Heinrich genannt, als er dem Priester Meinhard die Erlaubnis gab, an der Dünamündung in Livland zu missionieren. Das Gebiet war seinem Fürstentum tributpflichtig. Da in russischen Chroniken für diese Zeit entweder andere Namen angegeben wurden oder gar kein Fürst geherrscht haben soll, ist es möglich, dass diese Angabe von Heinrich, der erst 1205 nach Livland gekommen war, eine Übertragung von späteren Verhältnissen in diese Zeit war. Das Fürstentum Polozk war in mehrere Teilfürstentümer aufgesplittert und befand sich in Kämpfen mit benachbarten Fürstentümern. Meinhard wurde 1186 zum ersten Bischof von Uexküll ernannt.
1201 wurde der Bischofssitz nach Riga verlegt und 1202 der Schwertbrüderorden in Livland gegründet. Eine Zustimmung von Wladimir dazu ist nicht bekannt. Er wurde für jenes Jahr genannt, als er in litauisches Gebiet zog. 1203 belagerte er vergeblich die deutschen und livischen Burgen in Uexküll und Holm, sein Vasall Vissewald von Gersike zog bis Riga. Drei Jahre später belagerte Wladimir erneut die beiden Burgen mit einem großen Heer, konnte aber von einem Vordringen bis nach Riga abgehalten werden.
1210 gelang es Bischof Albert von Riga, ein Friedensabkommen mit dem Fürsten zu schließen, das den Kaufleuten von Riga einen freien Durchzug durch Polozker Gebiet (entlang der Düna) ermöglichte. Die Tributzahlungen Livlands an Polozk wurden bestätigt. 1212 konnte Albrecht in einem persönlichen Treffen mit Wladimir bei Gersike sogar die Tributzahlungen der Liven an Polozk aufheben lassen.
1215 rüstete Wladimir erneut zu einem Kriegszug gegen Riga, mit Esten und Kriegern aus mehreren Fürstentümern der Rus, starb aber unerwartet beim Betreten des Schiffes.